# Xie Lihua
Xie Lihua, född 19 juli 1965, är en friidrottare från Kina. Hon deltog vid olympiska sommarspelen 1988.